# Saraswati Devi
Pour les articles homonymes, voir Devi (homonymie).
Saraswati Devi, née Khorshed Minocher-Homji en 1912 et morte en 1980, est une compositrice indienne de musique de film qui a travaillé dans le cinéma hindi dans les années 1930 et 1940.

## Biographie
Elle a travaillé pour Bombay Talkies et est surtout connue pour avoir composé Mein Ban ki Chidiya Banke Bun Bun Bolun Re du film Achhut Kanya (1936). Elle est le deuxième directeur musical féminin de l'industrie cinématographique indienne, après Jaddan Bai.

## Filmographie

### Comme compositrice
- 1935 : Jawani Ki Hawa
- 1936 : Achhut Kanya
- 1936 : Jeevan Naya
- 1936 : Janmabhoomi
- 1937 : Savitri
- 1937 : Jeevan Prabhat
- 1939 : Navjeevan
- 1939 : Kangan
- 1939 : Durga
- 1940 : Bandhan
- 1940 : Azad
- 1941 : Naya Sansar
- 1941 : Jhoola
- 1943 : Prithvi Vallabh
- 1943 : Prarthana
- 1943 : Bhakta Raidas
- 1944 : Dr. Kumar
- 1945 : Amrapali
- 1946 : Maharani Minaldevi
- 1947 : Khandani
- 1948 : Naqli Heera
- 1949 : Usha Haran